# Raffaele Carlino
Raffaele Carlino (Napoli, 27 luglio 1957) è un imprenditore e dirigente sportivo italiano, fondatore e presidente dei marchi Carpisa, Miriade e Jaked, socio paritetico del marchio Yamamay e presidente onorario della squadra di calcio Napoli Femminile e della società Ischia Calcio.

## Biografia
Primo di quattro fratelli, nasce a Napoli nel 1957 in una famiglia di artigiani. È padre di tre figli.
All'età di 22 anni lavora nella produzione di borse e nel 1982 apre un negozio di borse al Vomero, nella città di Napoli, con insegna Carpisa. Fra il 1987 e il 1988, avvia la produzione e la vendita di valigie, mentre negli anni '90 pianifica un'espansione dell'organizzazione e della distribuzione che porta alla nascita, nel 1997, di Miriade, con cui rileva svariati marchi in licenza, come Rocco Barocco, Valentino di Mario Valentino, V°73, Francesco Biasia. In quegli anni, fonda una società nel settore degli accessori moda, Carlino Group, licenziataria del marchio BY Byblos e gestita dalla famiglia.
Negli anni 2000 stringe un sodalizio con la famiglia napoletana Cimmino, con cui costituisce la Pianoforte Holding, con la quale controllare i marchi Carpisa e Yamamay. Nel 2001, fonda e diventa presidente della società Kuvera S.p.A., titolare del marchio Carpisa.
Parallelamente alla sua attività imprenditoriale, Carlino è impegnato nel settore sportivo, in particolare nel calcio femminile. Dal 2011 è presidente del Napoli Calcio Femminile.
Oltre alla carriera imprenditoriale e sportiva, Carlino è coinvolto in diverse iniziative filantropiche: ha sostenuto progetti locali a favore dei giovani e dello sport e istituito il Premio "Donne per Napoli", un riconoscimento che celebra il contributo di donne napoletane e non, impegnate in vari settori della società con lo scopo di dare lustro alla città di Napoli.

## Onorificenze
- Leone d’Oro[6], conferito a giugno 2023 a Venezia, durante il Gran Premio Internazionale per i risultati raggiunti nel campo imprenditoriale e sportivo.
- Napoli d'Amare[7], conferito, nel 2023, nella categoria imprenditoria, per premiare le eccellenze napoletane conosciute a livello internazionale.